# يوري دي أوليفيرا
يوري دي أوليفيرا هو لاعب كرة قدم برازيلي، ولد في 2 يناير 2001 في فيتوريا في البرازيل.